# قرقاول طاووسی کوهستان
قرقاول طاووسی کوهستان (نام علمی: Polyplectron inopinatum)، که همچنین به عنوان قرقاول طاووسی روچیلد یا قرقاول آینه‌ای شناخته می‌شود، با اندازه طول متوسط تا ۶۵ سانتی‌متر قرقاول قهوه‌ای مایل به سیاه است. با چشم‌سان‌ها کوچک، پرهای دم دراز، و هر دو جنس مشابه هستند. نر در روتنه چشم‌سان آبی متالیک، دم بیست پر و دو خار روی پاها دارد. ماده در روتنه چشم‌سان سیاه، پاهای بدون خار و دم هجده پر دارد. ماده کوچک‌تر و کدرتر از نر است.
یک پرنده خجالتی و گریزان، قرقاول طاووسی کوهستان پراکنده و بومی جنگل‌های کوهستانی شبه‌جزیره مرکزی مالایی است. رژیم غذایی عمدتاً از انواع سته‌ها، سوسک‌ها و مورچه‌ها تشکیل شده است.
با توجه به نابودی مداوم زیستگاه، جمعیت کوچک و پراکنش محدود، قرقاول طاووسی کوهستان به عنوان آسیب‌پذیر در فهرست سرخ IUCN از گونه‌های در معرض خطر ارزیابی می‌شود. در ضمیمه III CITES در مالزی فهرست شده است.